# Giải bóng đá vô địch quốc gia Đức 2018–19
Giải bóng đá vô địch quốc gia Đức 2018–19 (hay còn gọi là Bundesliga 2018–19) là mùa giải thứ 56 của Giải bóng đá vô địch quốc gia Đức, giải đấu bóng đá hàng đầu của nước Đức. Mùa giải bắt đầu vào ngày 24 tháng 8 năm 2018 và kết thúc vào ngày 18 tháng 5 năm 2019. Đây cũng đánh dấu mùa giải đầu tiên mà không có Hamburger SV, đội bóng duy nhất đã chơi mọi mùa giải ở hạng đấu cao nhất nước Đức kể từ khi giải đấu được thành lập.
Bayern München là đương kim vô địch, và giành được chức vô địch Bundesliga lần thứ 28 của họ (và là danh hiệu nước Đức lần thứ 29) ở vòng đấu cuối cùng.

## Các đội bóng
Tổng cộng có 18 đội tham dự mùa giải Bundesliga 2018–19.

### Sự thay đổi về đội bóng
| Thăng hạng từ 2. Bundesliga 2017–18 | Xuống hạng từ Bundesliga 2017–18 |
| ----------------------------------- | -------------------------------- |
| Fortuna Düsseldorf 1. FC Nürnberg   | 1. FC Köln Hamburger SV          |

### Sân vận động và địa điểm
| Đội                      | Địa điểm             | Sân vận động             | Sức chứa | Tham khảo |
| ------------------------ | -------------------- | ------------------------ | -------- | --------- |
| FC Augsburg              | Augsburg             | Sân vận động WWK Arena   | 30,660   | [ 4 ]     |
| Hertha BSC               | Berlin               | Sân vận động Olympic     | 74.649   | [ 5 ]     |
| Werder Bremen            | Bremen               | Sân vận động Weser       | 42,100   | [ 6 ]     |
| Borussia Dortmund        | Dortmund             | Signal Iduna Park        | 81.360   | [ 7 ]     |
| Fortuna Düsseldorf       | Düsseldorf           | Merkur Spiel-Arena       | 54.600   | [ 8 ]     |
| Eintracht Frankfurt      | Frankfurt            | Commerzbank-Arena        | 51.500   | [ 9 ]     |
| SC Freiburg              | Freiburg im Breisgau | Sân vận động Schwarzwald | 24,000   | [ 10 ]    |
| Hannover 96              | Hanover              | HDI-Arena                | 49.000   | [ 11 ]    |
| 1899 Hoffenheim          | Sinsheim             | PreZero Arena            | 30.150   | [ 12 ]    |
| RB Leipzig               | Leipzig              | Red Bull Arena           | 42.558   | [ 13 ]    |
| Bayer Leverkusen         | Leverkusen           | BayArena                 | 30.210   | [ 14 ]    |
| Mainz 05                 | Mainz                | Sân vận động Opel Arena  | 34,000   | [ 15 ]    |
| Borussia Mönchengladbach | Mönchengladbach      | Borussia-Park            | 59.724   | [ 16 ]    |
| Bayern München           | Munich               | Allianz Arena            | 75.000   | [ 17 ]    |
| 1. FC Nürnberg           | Nuremberg            | Sân vận động Max-Morlock | 49,923   | [ 18 ]    |
| Schalke 04               | Gelsenkirchen        | Veltins-Arena            | 62.271   | [ 19 ]    |
| VfB Stuttgart            | Stuttgart            | Mercedes-Benz Arena      | 60.449   | [ 20 ]    |
| VfL Wolfsburg            | Wolfsburg            | Volkswagen Arena         | 30.000   | [ 21 ]    |

### Thành viên và áo đấu
| Đội                      | Huấn luyện viên   | Đội trưởng        | Nhà sản xuất áo đấu | Nhà tài trợ áo đấu      | Nhà tài trợ áo đấu    |
| Đội                      | Huấn luyện viên   | Đội trưởng        | Nhà sản xuất áo đấu | Ngực áo                 | Tay áo                |
| ------------------------ | ----------------- | ----------------- | ------------------- | ----------------------- | --------------------- |
| FC Augsburg              | Martin Schmidt    | Daniel Baier      | Nike                | WWK                     | Siegmund              |
| Hertha BSC               | Pál Dárdai        | Vedad Ibišević    | Nike                | TEDi                    | Hyundai Motor Company |
| Werder Bremen            | Florian Kohfeldt  | Max Kruse         | Umbro               | Wiesenhof               | H-Hotels              |
| Borussia Dortmund        | Lucien Favre      | Marco Reus        | Puma                | Evonik                  | Opel                  |
| Fortuna Düsseldorf       | Friedhelm Funkel  | Oliver Fink       | Uhlsport            | Henkel                  | Toyo Tires            |
| Eintracht Frankfurt      | Adi Hütter        | David Abraham     | Nike                | Indeed.com              | Deutsche Börse Group  |
| SC Freiburg              | Christian Streich | Mike Frantz       | Hummel              | Schwarzwaldmilch        | Badenova              |
| Hannover 96              | Thomas Doll       | Marvin Bakalorz   | Jako                | Heinz von Heiden        | HDI                   |
| 1899 Hoffenheim          | Julian Nagelsmann | Kevin Vogt        | Lotto               | SAP                     | Prowin                |
| RB Leipzig               | Ralf Rangnick     | Willi Orban       | Nike                | Red Bull                | CG Immobilien         |
| Bayer Leverkusen         | Peter Bosz        | Lars Bender       | Jako                | Barmenia Versicherungen | Kieser Training       |
| Mainz 05                 | Sandro Schwarz    | Stefan Bell       | Lotto               | Kömmerling              | QQ288                 |
| Borussia Mönchengladbach | Dieter Hecking    | Lars Stindl       | Puma                | Postbank                | H-Hotels              |
| Bayern München           | Niko Kovač        | Manuel Neuer      | Adidas              | Deutsche Telekom        | Qatar Airways         |
| 1. FC Nürnberg           | Boris Schommers   | Hanno Behrens     | Umbro               | Nürnberger Versicherung | Godelmann Betonstein  |
| Schalke 04               | Huub Stevens      | Ralf Fährmann     | Umbro               | Gazprom                 | DHL Express           |
| VfB Stuttgart            | Nico Willig       | Christian Gentner | Puma                | Mercedes-Benz Bank      | GAZİ                  |
| VfL Wolfsburg            | Bruno Labbadia    | Josuha Guilavogui | Nike                | Volkswagen              | UPS                   |

### Sự thay đổi huấn luyện viên
| Đội                 | Huấn luyện viên cũ  | Lí do                         | Ngày kết thúc        | Ngày kết thúc        | Vị trí trên bảng xếp hạng | Huấn luyện viên mới         | Ngày bổ nhiệm        | Ngày bổ nhiệm        | Tham khảo     |
| Đội                 | Huấn luyện viên cũ  | Lí do                         | Ngày công bố         | Ngày rời đi          | Vị trí trên bảng xếp hạng | Huấn luyện viên mới         | Ngày công bố         | Ngày cập bến         | Tham khảo     |
| ------------------- | ------------------- | ----------------------------- | -------------------- | -------------------- | ------------------------- | --------------------------- | -------------------- | -------------------- | ------------- |
| Bayern München      | Jupp Heynckes       | Hết hạn hợp đồng              | 13 tháng 4 năm 2018  | 30 tháng 6 năm 2018  | Trước mùa giải            | Niko Kovač                  | 13 tháng 4 năm 2018  | 1 tháng 7 năm 2018   | [ 25 ]        |
| Eintracht Frankfurt | Niko Kovač          | Kí hợp đồng với Bayern Munich | 13 tháng 4 năm 2018  | 30 tháng 6 năm 2018  | Trước mùa giải            | Adi Hütter                  | 16 tháng 5 năm 2018  | 1 tháng 7 năm 2018   | [ 25 ] [ 26 ] |
| Borussia Dortmund   | Peter Stöger        | Hết hạn hợp đồng              | 12 tháng 5 năm 2018  | 30 tháng 6 năm 2018  | Trước mùa giải            | Lucien Favre                | 22 tháng 5 năm 2018  | 1 tháng 7 năm 2018   | [ 27 ] [ 28 ] |
| RB Leipzig          | Ralph Hasenhüttl    | Từ chức                       | 16 tháng 5 năm 2018  | 30 tháng 6 năm 2018  | Trước mùa giải            | Ralf Rangnick               | 9 tháng 7 năm 2018   | 9 tháng 7 năm 2018   | [ 29 ] [ 30 ] |
| VfB Stuttgart       | Tayfun Korkut       | Bị sa thải                    | 7 tháng 10 năm 2018  | 7 tháng 10 năm 2018  | Thứ 18                    | Markus Weinzierl            | 9 tháng 10 năm 2018  | 9 tháng 10 năm 2018  | [ 31 ] [ 32 ] |
| Bayer Leverkusen    | Heiko Herrlich      | Bị sa thải                    | 23 tháng 12 năm 2018 | 23 tháng 12 năm 2018 | Thứ 9                     | Peter Bosz                  | 23 tháng 12 năm 2018 | 23 tháng 12 năm 2018 | [ 33 ]        |
| Hannover 96         | André Breitenreiter | Bị sa thải                    | 27 tháng 1 năm 2019  | 27 tháng 1 năm 2019  | Thứ 17                    | Thomas Doll                 | 27 tháng 1 năm 2019  | 27 tháng 1 năm 2019  | [ 34 ] [ 35 ] |
| 1. FC Nürnberg      | Michael Köllner     | Bị sa thải                    | 12 tháng 2 năm 2019  | 12 tháng 2 năm 2019  | 18th                      | Boris Schommers (tạm quyền) | 12 tháng 2 năm 2019  | 12 tháng 2 năm 2019  | [ 36 ]        |
| Schalke 04          | Domenico Tedesco    | Bị sa thải                    | 14 tháng 3 năm 2019  | 14 tháng 3 năm 2019  | Thứ 14                    | Huub Stevens (tạm quyền)    | 14 tháng 3 năm 2019  | 14 tháng 3 năm 2019  | [ 37 ]        |
| FC Augsburg         | Manuel Baum         | Bị sa thải                    | 9 tháng 4 năm 2019   | 9 tháng 4 năm 2019   | Thứ 15                    | Martin Schmidt              | 9 tháng 4 năm 2019   | 9 tháng 4 năm 2019   | [ 38 ] [ 39 ] |
| VfB Stuttgart       | Markus Weinzierl    | Bị sa thải                    | 20 tháng 4 năm 2019  | 20 tháng 4 năm 2019  | Thứ 16                    | Nico Willig (tạm quyền)     | 20 tháng 4 năm 2019  | 20 tháng 4 năm 2019  | [ 40 ]        |

## Bảng xếp hạng
| VT | Đội                      | ST | T  | H  | B  | BT | BB | HS  | Đ  | Giành quyền tham dự hoặc xuống hạng     |
| -- | ------------------------ | -- | -- | -- | -- | -- | -- | --- | -- | --------------------------------------- |
| 1  | Bayern Munich (C)        | 34 | 24 | 6  | 4  | 88 | 32 | +56 | 78 | Lọt vào vòng bảng Champions League      |
| 2  | Borussia Dortmund        | 34 | 23 | 7  | 4  | 81 | 44 | +37 | 76 | Lọt vào vòng bảng Champions League      |
| 3  | RB Leipzig               | 34 | 19 | 9  | 6  | 63 | 29 | +34 | 66 | Lọt vào vòng bảng Champions League      |
| 4  | Bayer Leverkusen         | 34 | 18 | 4  | 12 | 69 | 52 | +17 | 58 | Lọt vào vòng bảng Champions League      |
| 5  | Borussia Mönchengladbach | 34 | 16 | 7  | 11 | 55 | 42 | +13 | 55 | Lọt vào vòng bảng Europa League         |
| 6  | VfL Wolfsburg            | 34 | 16 | 7  | 11 | 62 | 50 | +12 | 55 | Lọt vào vòng bảng Europa League         |
| 7  | Eintracht Frankfurt      | 34 | 15 | 9  | 10 | 60 | 48 | +12 | 54 | Lọt vào vòng loại thứ hai Europa League |
| 8  | Werder Bremen            | 34 | 14 | 11 | 9  | 58 | 49 | +9  | 53 |                                         |
| 9  | 1899 Hoffenheim          | 34 | 13 | 12 | 9  | 70 | 52 | +18 | 51 |                                         |
| 10 | Fortuna Düsseldorf       | 34 | 13 | 5  | 16 | 49 | 65 | −16 | 44 |                                         |
| 11 | Hertha BSC               | 34 | 11 | 10 | 13 | 49 | 57 | −8  | 43 |                                         |
| 12 | Mainz 05                 | 34 | 12 | 7  | 15 | 46 | 57 | −11 | 43 |                                         |
| 13 | SC Freiburg              | 34 | 8  | 12 | 14 | 46 | 61 | −15 | 36 |                                         |
| 14 | Schalke 04               | 34 | 8  | 9  | 17 | 37 | 55 | −18 | 33 |                                         |
| 15 | FC Augsburg              | 34 | 8  | 8  | 18 | 51 | 71 | −20 | 32 |                                         |
| 16 | VfB Stuttgart (R)        | 34 | 7  | 7  | 20 | 32 | 70 | −38 | 28 | Lọt vào vòng play-off xuống hạng        |
| 17 | Hannover 96 (R)          | 34 | 5  | 6  | 23 | 31 | 71 | −40 | 21 | Xuống hạng chơi ở 2. Bundesliga         |
| 18 | 1. FC Nürnberg (R)       | 34 | 3  | 10 | 21 | 26 | 68 | −42 | 19 | Xuống hạng chơi ở 2. Bundesliga         |

1. 1 2  Vì đội vô địch DFB-Pokal 2018-19, Bayern Munich, lọt vào Champions League dựa trên thứ hạng giải quốc nội, suất dự vòng bảng Europa League được chuyển sang cho đội đứng thứ sáu, và suất dự vòng loại thứ hai Europa League được chuyển sang cho đội đứng thứ bảy.

## Các kết quả
| Nhà \ Khách              | AUG | BSC | BRE | DOR | DÜS | FRA | FRE | HAN | HOF | LEI | LEV | MAI | MÖN | MUN | NÜR | SCH | STU | WOL |
| ------------------------ | --- | --- | --- | --- | --- | --- | --- | --- | --- | --- | --- | --- | --- | --- | --- | --- | --- | --- |
| FC Augsburg              | —   | 3–4 | 2–3 | 2–1 | 1–2 | 1–3 | 4–1 | 3–1 | 0–4 | 0–0 | 1–4 | 3–0 | 1–1 | 2–3 | 2–2 | 1–1 | 6–0 | 2–3 |
| Hertha BSC               | 2–2 | —   | 1–1 | 2–3 | 1–2 | 1–0 | 1–1 | 0–0 | 3–3 | 0–3 | 1–5 | 2–1 | 4–2 | 2–0 | 1–0 | 2–2 | 3–1 | 0–1 |
| Werder Bremen            | 4–0 | 3–1 | —   | 2–2 | 3–1 | 2–2 | 2–1 | 1–1 | 1–1 | 2–1 | 2–6 | 3–1 | 1–3 | 1–2 | 1–1 | 4–2 | 1–1 | 2–0 |
| Borussia Dortmund        | 4–3 | 2–2 | 2–1 | —   | 3–2 | 3–1 | 2–0 | 5–1 | 3–3 | 4–1 | 3–2 | 2–1 | 2–1 | 3–2 | 7–0 | 2–4 | 3–1 | 2–0 |
| Fortuna Düsseldorf       | 1–2 | 4–1 | 4–1 | 2–1 | —   | 0–3 | 2–0 | 2–1 | 2–1 | 0–4 | 1–2 | 0–1 | 3–1 | 1–4 | 2–1 | 0–2 | 3–0 | 0–3 |
| Eintracht Frankfurt      | 1–3 | 0–0 | 1–2 | 1–1 | 7–1 | —   | 3–1 | 4–1 | 3–2 | 1–1 | 2–1 | 0–2 | 1–1 | 0–3 | 1–0 | 3–0 | 3–0 | 1–2 |
| SC Freiburg              | 5–1 | 2–1 | 1–1 | 0–4 | 1–1 | 0–2 | —   | 1–1 | 2–4 | 3–0 | 0–0 | 1–3 | 3–1 | 1–1 | 5–1 | 1–0 | 3–3 | 3–3 |
| Hannover 96              | 1–2 | 0–2 | 0–1 | 0–0 | 0–1 | 0–3 | 3–0 | —   | 1–3 | 0–3 | 2–3 | 1–0 | 0–1 | 0–4 | 2–0 | 0–1 | 3–1 | 2–1 |
| 1899 Hoffenheim          | 2–1 | 2–0 | 0–1 | 1–1 | 1–1 | 1–2 | 3–1 | 3–0 | —   | 1–2 | 4–1 | 1–1 | 0–0 | 1–3 | 2–1 | 1–1 | 4–0 | 1–4 |
| RB Leipzig               | 0–0 | 5–0 | 3–2 | 0–1 | 1–1 | 0–0 | 2–1 | 3–2 | 1–1 | —   | 3–0 | 4–1 | 2–0 | 0–0 | 6–0 | 0–0 | 2–0 | 2–0 |
| Bayer Leverkusen         | 1–0 | 3–1 | 1–3 | 2–4 | 2–0 | 6–1 | 2–0 | 2–2 | 1–4 | 2–4 | —   | 1–0 | 0–1 | 3–1 | 2–0 | 1–1 | 2–0 | 1–3 |
| Mainz 05                 | 2–1 | 0–0 | 2–1 | 1–2 | 3–1 | 2–2 | 5–0 | 1–1 | 4–2 | 3–3 | 1–5 | —   | 0–1 | 1–2 | 2–1 | 3–0 | 1–0 | 0–0 |
| Borussia Mönchengladbach | 2–0 | 0–3 | 1–1 | 0–2 | 3–0 | 3–1 | 1–1 | 4–1 | 2–2 | 1–2 | 2–0 | 4–0 | —   | 1–5 | 2–0 | 2–1 | 3–0 | 0–3 |
| Bayern München           | 1–1 | 1–0 | 1–0 | 5–0 | 3–3 | 5–1 | 1–1 | 3–1 | 3–1 | 1–0 | 3–1 | 6–0 | 0–3 | —   | 3–0 | 3–1 | 4–1 | 6–0 |
| 1. FC Nürnberg           | 3–0 | 1–3 | 1–1 | 0–0 | 3–0 | 1–1 | 0–1 | 2–0 | 1–3 | 0–1 | 1–1 | 1–1 | 0–4 | 1–1 | —   | 1–1 | 0–2 | 0–2 |
| Schalke 04               | 0–0 | 0–2 | 0–2 | 1–2 | 0–4 | 1–2 | 0–0 | 3–1 | 2–5 | 0–1 | 1–2 | 1–0 | 0–2 | 0–2 | 5–2 | —   | 0–0 | 2–1 |
| VfB Stuttgart            | 1–0 | 2–1 | 2–1 | 0–4 | 0–0 | 0–3 | 2–2 | 5–1 | 1–1 | 1–3 | 0–1 | 2–3 | 1–0 | 0–3 | 1–1 | 1–3 | —   | 3–0 |
| VfL Wolfsburg            | 8–1 | 2–2 | 1–1 | 0–1 | 5–2 | 1–1 | 1–3 | 3–1 | 2–2 | 1–0 | 0–3 | 3–0 | 2–2 | 1–3 | 2–0 | 2–1 | 2–0 | —   |

## Vòng play-off xuống hạng
Tất cả thời gian đều theo múi giờ CEST (UTC+2).

### Lượt đi
| VfB Stuttgart             | 2–2      | Union Berlin                    |
| ------------------------- | -------- | ------------------------------- |
| - Gentner 41' - Gómez 51' | Chi tiết | - Abdullahi 43' - Friedrich 68' |

### Lượt về
| Union Berlin | 0–0      | VfB Stuttgart |
| ------------ | -------- | ------------- |
|              | Chi tiết |               |

Tổng tỉ số 2–2. Union Berlin thắng nhờ bàn thắng sân khách và được thăng hạng lên Bundesliga, trong khi VfB Stuttgart xuống hạng chơi ở 2. Bundesliga.

## Thống kê

### Các cầu thủ ghi bàn hàng đầu
| XH | Cầu thủ            | Câu lạc bộ          | Số bàn thắng |
| -- | ------------------ | ------------------- | ------------ |
| 1  | Robert Lewandowski | Bayern München      | 22           |
| 2  | Paco Alcácer       | Borussia Dortmund   | 18           |
| 3  | Kai Havertz        | Bayer Leverkusen    | 17           |
| 3  | Luka Jović         | Eintracht Frankfurt | 17           |
| 3  | Andrej Kramarić    | 1899 Hoffenheim     | 17           |
| 3  | Marco Reus         | Borussia Dortmund   | 17           |
| 3  | Wout Weghorst      | VfL Wolfsburg       | 17           |
| 8  | Ishak Belfodil     | 1899 Hoffenheim     | 16           |
| 8  | Timo Werner        | RB Leipzig          | 16           |
| 10 | Sébastien Haller   | Eintracht Frankfurt | 15           |
| 10 | Yussuf Poulsen     | RB Leipzig          | 15           |

### Các cầu thủ kiến tạo hàng đầu
| XH | Cầu thủ            | Câu lạc bộ               | Kiến tạo |
| -- | ------------------ | ------------------------ | -------- |
| 1  | Jadon Sancho       | Borussia Dortmund        | 18       |
| 2  | Julian Brandt      | Bayer Leverkusen         | 15       |
| 2  | Joshua Kimmich     | Bayern München           | 15       |
| 4  | Filip Kostić       | Eintracht Frankfurt      | 12       |
| 4  | Robert Lewandowski | Bayern München           | 12       |
| 4  | Thomas Müller      | Bayern München           | 12       |
| 4  | Marco Reus         | Borussia Dortmund        | 12       |
| 4  | Kevin Volland      | Bayer Leverkusen         | 12       |
| 9  | Thorgan Hazard     | Borussia Mönchengladbach | 11       |
| 9  | Max Kruse          | Werder Bremen            | 11       |

### Các cầu thủ ghi hat-trick
| Cầu thủ              | Câu lạc bộ               | Đối đầu với        | Kết quả | Ngày                 |
| -------------------- | ------------------------ | ------------------ | ------- | -------------------- |
| Alfreð Finnbogason   | FC Augsburg              | SC Freiburg        | 4–1     | 30 tháng 9 năm 2018  |
| Paco Alcácer         | Borussia Dortmund        | FC Augsburg        | 4–3     | 6 tháng 10 năm 2018  |
| Luka Jović5          | Eintracht Frankfurt      | Fortuna Düsseldorf | 7–1     | 19 tháng 10 năm 2018 |
| Jonas Hofmann        | Borussia Mönchengladbach | Mainz 05           | 4–0     | 21 tháng 10 năm 2018 |
| Alassane Pléa        | Borussia Mönchengladbach | Werder Bremen      | 3–1     | 10 tháng 11 năm 2018 |
| Dodi Lukebakio       | Fortuna Düsseldorf       | Bayern München     | 3–3     | 24 tháng 11 năm 2018 |
| Alfreð Finnbogason   | FC Augsburg              | Mainz 05           | 3–0     | 3 tháng 2 năm 2019   |
| Wout Weghorst        | VfL Wolfsburg            | Fortuna Düsseldorf | 5–2     | 16 tháng 3 năm 2019  |
| James Rodríguez      | Bayern München           | Mainz 05           | 6–0     | 17 tháng 3 năm 2019  |
| Yussuf Poulsen       | RB Leipzig               | Hertha BSC         | 5–0     | 30 tháng 3 năm 2019  |
| Jean-Philippe Mateta | Mainz 05                 | SC Freiburg        | 5–0     | 5 tháng 4 năm 2019   |
| Ishak Belfodil       | 1899 Hoffenheim          | FC Augsburg        | 4–0     | 7 tháng 4 năm 2019   |
| Lucas Alario         | Bayer Leverkusen         | Hertha BSC         | 5–1     | 18 tháng 5 năm 2019  |
| Wout Weghorst        | VfL Wolfsburg            | FC Augsburg        | 8–1     | 18 tháng 5 năm 2019  |

5 Cầu thủ ghi 5 bàn

### Số trận giữ sạch lưới
| XH | Cầu thủ            | Câu lạc bộ               | Số trận giữ sạch lưới |
| -- | ------------------ | ------------------------ | --------------------- |
| 1  | Péter Gulácsi      | RB Leipzig               | 16                    |
| 2  | Yann Sommer        | Borussia Mönchengladbach | 13                    |
| 3  | Manuel Neuer       | Bayern München           | 10                    |
| 4  | Roman Bürki        | Borussia Dortmund        | 9                     |
| 4  | Lukáš Hrádecký     | Bayer Leverkusen         | 9                     |
| 6  | Koen Casteels      | VfL Wolfsburg            | 8                     |
| 6  | Rune Jarstein      | Hertha BSC               | 8                     |
| 6  | Kevin Trapp        | Eintracht Frankfurt      | 8                     |
| 9  | Oliver Baumann     | TSG 1899 Hoffenheim      | 5                     |
| 9  | Michael Esser      | Hannover 96              | 5                     |
| 9  | Florian Müller     | Mainz 05                 | 5                     |
| 9  | Jiří Pavlenka      | Werder Bremen            | 5                     |
| 9  | Michael Rensing    | Fortuna Düsseldorf       | 5                     |
| 9  | Alexander Schwolow | SC Freiburg              | 5                     |
| 9  | Ron-Robert Zieler  | VfB Stuttgart            | 5                     |

## Số đội theo bang
| Vị trí | Bang                   | Số đội | Đội                                                                                             |
| ------ | ---------------------- | ------ | ----------------------------------------------------------------------------------------------- |
| 1      | North Rhine-Westphalia | 5      | Borussia Dortmund, Fortuna Düsseldorf, Bayer Leverkusen, Borussia Mönchengladbach và Schalke 04 |
| 2      | Baden-Württemberg      | 3      | SC Freiburg, 1899 Hoffenheim và VfB Stuttgart                                                   |
| 2      | Bavaria                | 3      | FC Augsburg, Bayern München và 1. FC Nürnberg                                                   |
| 4      | Lower Saxony           | 2      | Hannover 96 và VfL Wolfsburg                                                                    |
| 5      | Berlin                 | 1      | Hertha BSC                                                                                      |
| 5      | Bremen                 | 1      | Werder Bremen                                                                                   |
| 5      | Hesse                  | 1      | Eintracht Frankfurt                                                                             |
| 5      | Rhineland-Palatinate   | 1      | Mainz 05                                                                                        |
| 5      | Saxony                 | 1      | RB Leipzig                                                                                      |

## Các giải thưởng hàng tháng
| Tháng    | Cầu thủ xuất sắc nhất tháng | Cầu thủ xuất sắc nhất tháng | Tân binh xuất sắc nhất tháng | Tân binh xuất sắc nhất tháng | Bàn thắng đẹp nhất tháng | Bàn thắng đẹp nhất tháng | Tham khảo            |
| Tháng    | Cầu thủ                     | Câu lạc bộ                  | Cầu thủ                      | Câu lạc bộ                   | Cầu thủ                  | Câu lạc bộ               | Tham khảo            |
| -------- | --------------------------- | --------------------------- | ---------------------------- | ---------------------------- | ------------------------ | ------------------------ | -------------------- |
| Tháng 8  | —                           | —                           | —                            | —                            | Axel Witsel              | Borussia Dortmund        | [ 45 ] [ 46 ] [ 47 ] |
| Tháng 9  | Marco Reus                  | Borussia Dortmund           | Achraf Hakimi                | Borussia Dortmund            | Jacob Bruun Larsen       | Borussia Dortmund        | [ 45 ] [ 46 ] [ 47 ] |
| Tháng 10 | Jadon Sancho                | Borussia Dortmund           | Reiss Nelson                 | 1899 Hoffenheim              | Paco Alcácer             | Borussia Dortmund        | [ 45 ] [ 46 ] [ 47 ] |
| Tháng 11 | Marco Reus                  | Borussia Dortmund           | Achraf Hakimi                | Borussia Dortmund            | Marco Reus               | Borussia Dortmund        | [ 45 ] [ 46 ] [ 47 ] |
| Tháng 12 | Marco Reus                  | Borussia Dortmund           | Dodi Lukebakio               | Fortuna Düsseldorf           | Jean Zimmer              | Fortuna Düsseldorf       | [ 45 ] [ 46 ] [ 47 ] |
| Tháng 1  | Leon Goretzka               | Bayern Munich               | Nicolás González             | VfB Stuttgart                | Maximilian Eggestein     | Werder Bremen            | [ 45 ] [ 46 ] [ 47 ] |
| Tháng 2  | Julian Brandt               | Bayer Leverkusen            | Evan N'Dicka                 | Eintracht Frankfurt          | Jadon Sancho             | Borussia Dortmund        | [ 45 ] [ 46 ] [ 47 ] |
| Tháng 3  | Max Kruse                   | Werder Bremen               | Ozan Kabak                   | VfB Stuttgart                | Robert Lewandowski       | Bayern Munich            | [ 45 ] [ 46 ] [ 47 ] |
| Tháng 4  | Kai Havertz                 | Bayer Leverkusen            | Matheus Pereira              | 1. FC Nürnberg               | Matheus Cunha            | RB Leipzig               | [ 45 ] [ 46 ] [ 47 ] |